# Fais-moi le couscous, chéri

Fais-moi le couscous, chéri est une chanson humoristique d'Armand Canfora (musique) et Jean Bingler (paroles), créée par Bob Azzam en 1960.

## Histoire
La chanson Fais-moi le couscous, chéri interprétée par le chanteur égyptien Bob Azzam, sort en 45 tours chez l'éditeur Festival en 1960, avec en face B, la chanson Viens à Juan-les-Pins. Cependant, les paroles de la chanson sont différentes de son titre, puisqu'il y est chanté « Fais-moi du couscous, chéri ».
Sur une musique de genre boléro oriental composée uniquement de trois accords (si, la mineur et mi mineur) , la chanson raconte l'histoire d'un homme dont la femme le réveille chaque nuit à moitié nue pour lui demander de lui faire du couscous. Pour la décourager, l'homme remplace « les pois chiches par des haricots » et « jette la semoule aux moineaux ». La femme lui rétorque alors « C'est plus du couscous, chéri » et demande désormais de lui servir du cassoulet.

## Reprises notables
- En 1960, l'accordéoniste André Verchuren enregistre une version de la chanson[5].
- La chanson est reprise en version cha-cha la même année par le trompettiste Georges Jouvin[6].
- En 2020, le groupe La Caravane Passe reprend la chanson en compagnie de la chanteuse Aurélie Saada.

## Dans la culture populaire
La chanson a inspiré une réplique dans l'album Le Tour de Gaule d'Astérix : lorsqu'un Romain nommé Faimoiducuscus (avec le suffixe « us » des prénoms romains) en croisière romantique sur un bateau demande à son épouse « Agréable, cette croisière vers Lutèce, n’est-ce pas Flavia chérie ? », celle-ci lui répond « Oh oui, Faimoiducuscus chéri »,.